# Aristolochia gracilipedunculata
Aristolochia gracilipedunculata är en piprankeväxtart som beskrevs av F.González. Aristolochia gracilipedunculata ingår i släktet piprankor, och familjen piprankeväxter. Inga underarter finns listade i Catalogue of Life.